# Okręg wyborczy La Trobe
Okręg wyborczy La Trobe (ang. Division of La Trobe) – jednomandatowy okręg wyborczy do Izby Reprezentantów Australii, położony we wschodniej części Melbourne. Jego patronem jest administrator kolonialny Charles La Trobe, zaś pierwsze wybory odbyły się w nim w 1949 roku.

## Lista posłów
| okres urzędowania | poseł             | przynależność              |
| ----------------- | ----------------- | -------------------------- |
| 1949-1960         | Richard Casey     | Liberalna Partia Australii |
| 1960-1972         | John Jess         | Liberalna Partia Australii |
| 1972-1975         | Tony Lamb         | Australijska Partia Pracy  |
| 1975-1980         | Marshall Baillieu | Liberalna Partia Australii |
| 1980-1990         | Peter Milton      | Australijska Partia Pracy  |
| 1990-2004         | Bob Charles       | Liberalna Partia Australii |
| 2004-2010         | Jason Wood        | Liberalna Partia Australii |
| 2010-2013         | Laura Smyth       | Australijska Partia Pracy  |
| od 2013           | Jason Wood        | Liberalna Partia Australii |

źródło: 